# Etiologie
Etiologie (také aetiologie, aitiologie, z řec. αἰτία aitia, příčina) znamená soustavné hledání a výklad příčin. Pojem se užívá v lékařství, v psychologii a ve filosofii.

## Ve filosofii
Racionální hledání příčin bylo jedním z prvních zájmů starověkých filosofů a později i vědců. Aristotelés rozlišil čtyři příčiny věci či jevu:
1. tvarovou – představu o věci
2. látkovou – z čeho vzniká
3. účinnou – kdo ji působí
4. účelovou – k čemu.

## V lékařství
Starší lékařská etiologie rozlišovala příčinu dostatečnou (causa sufficiens), jež sama stačí k vyvolání choroby, a příčinu blízkou (causa proxima), která ji vyvolá na základě jistých předpokladů. Průlomem v lékařské etiologii byl objev bakterií (Antoni van Leeuwenhoek, Christian Gottfried Ehrenberg, Louis Pasteur) a zejména objev bakterie Mycobacterium tuberculosis, původce tuberkulózy (Robert Koch, 1882).
Současná lékařská etiologie je nauka o příčinách a původu nemoci. Každá nemoc má svou příčinu, přičemž příčina může být jedna nebo několik. V případě polyetiologických nemocí je příčin více (např. kardiovaskulární choroby jsou důsledkem několika příčin: vysoký krevní tlak, zvýšená hladina cholesterolu apod.) Naopak i jeden původce může vyvolat více forem různých onemocnění.

## Etiologický mýtus
Etiologický mýtus je mýtus, který vysvětluje původ nějakého rodu, instituce, svátku nebo obyčeje. Tak Kosmova kronika vysvětluje původ Přemyslovců, biblická kniha Ester původ svátku Purim a pověst o Romulovi a Removi vysvětluje vznik města Říma.

## Podobná slova jiného významu
- Etnologie – národopis
- Etologie – nauka o chování